# 盧西亞 (北卡羅萊納州)
盧西亞（英語：Lucia）是位於美國北卡羅萊納州加斯頓縣的非建制地區。

## 歷史
盧西亞的郵局於1884年設立，其後於1907年停運。

## 地理
盧西亞所處的海拔為高於海平面256米（即840英呎），而該地所採用的時區為UTC-5，即北美东部时区（EST）。同時該地設有夏令時間，為UTC-5調快一小時，即UTC-4（EDT）。